# 274-й отдельный пулемётно-артиллерийский батальон
274-й отдельный пулемётно-артиллерийский батальон — воинская часть Вооружённых сил СССР в Великой Отечественной войне.

## История
Батальон сформирован с 4 по 11 июля 1941 года в Ленинграде как 15-й отдельный пулемётно-артиллерийский батальон в основном за счёт рабочих Балтийского завода имени Серго Орджоникидзе. Командир батальона: старший лейтенант А. С. Медведников. Имел в наличии всего девять орудий (в том числе две противотанковые пушки) вместо штатных 36 и девять станковых пулемётов вместо штатных 64. (По другим данным: 26 пушек, из них в дотах — 4, 10 76-мм, 4 45-мм и 4 зенитки )
В составе действующей армии с 23 июля 1941 года по 5 сентября 1941 года.
12 июля 1941 года отбыл на передовую, прибыл в Павловск, с 17 июля 1941 года передислоцировался в район села Фёдоровское и занял позиции по реке Ижора от Фёдоровского до станции Антропшино. В ночь с 3 на 4 августа 1941 года батальон снялся с позиций, погрузился в Антропшино, 5 августа 1941 года прибыл в Луга, где 6 августа 1941 года был оперативно подчинён 177-й стрелковой дивизии. Занял оборону на развилке железных дорог Ленинград—Псков и Ленинград—Новгород.
После возобновления 10 августа 1941 года немецкого наступления на Ленинград вступил в бои, до 20 августа 1941 года сдерживает по мере сил немецкое наступление, с 20 августа 1941 года начал отход с позиций к Луге, оттуда с 23 августа 1941 года — на Толмачёво, где ведёт бои. С 25 августа 1941 года переподчинён 235-й стрелковой дивизии. Как и все части Лужского участка обороны (Южной оперативной группы), попал в окружение. 7 сентября 1941 года остатки батальона присоединились вновь к 177-й стрелковой дивизии и вместе с ней выходят из окружения в направлении Волхова.
Но уже 5 сентября 1941 года батальон был официально расформирован.

### Подчинение
| Дата       | Фронт (участок)     | Армия (район)                       | Корпус | Дивизия | Примечания |
| ---------- | ------------------- | ----------------------------------- | ------ | ------- | ---------- |
| 01.08.1941 | Северный фронт      | Красногвардейский укреплённый район | -      | -       | -          |
| 01.09.1941 | Ленинградский фронт | Южная оперативная группа            | -      | -       | -          |